# کانتون ژورا
کانتون ژورا یکی از کانتون‌های سوئیس است.